# Triarius melanolomatus
Triarius melanolomatus es una especie de insecto coleóptero de la familia Chrysomelidae.
Fue descrita científicamente en 1942 por Blake.